# Jean Becker (Regisseur)

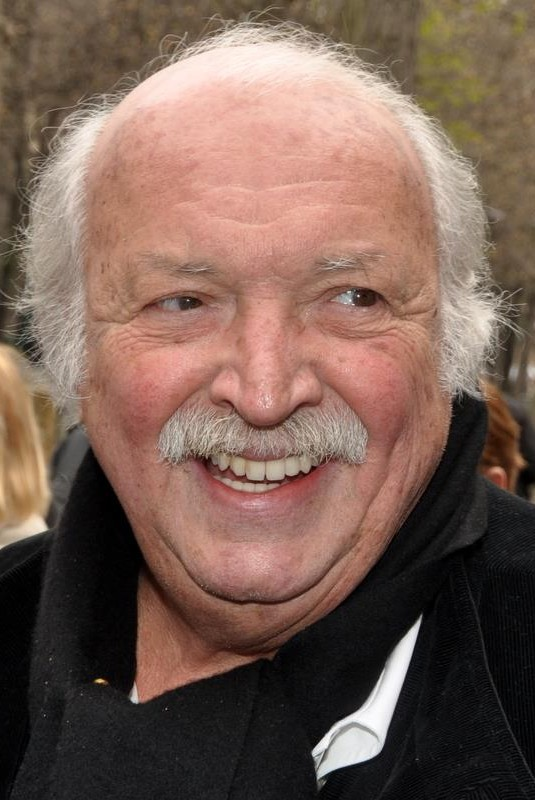
Jean Becker (2013)

Jean Louis Paul Becker (* 10. Mai 1933 in Paris) ist ein französischer Filmregisseur und Drehbuchautor.

## Leben
Becker kam im Jahr 1933 als Sohn des Regisseurs Jacques Becker und der Geneviève Boyard in Paris zur Welt. Sein Bruder Étienne Becker war als Kameramann ebenfalls im Filmgeschäft tätig. Jean Becker begann seine Karriere im Jahr 1953 als Regieassistent bei seinem Vater. Als solcher arbeitete er auch mit Julien Duvivier und Henri Verneuil zusammen. Von 1961 bis 1966 realisierte er drei eigenständige Regiearbeiten mit Jean-Paul Belmondo in der Hauptrolle; der letzte dieser Filme war Geliebter Schuft. Von Mitte der 1960er bis Anfang der 1970er Jahre drehte er die Fernsehserie Eine französische Ehe. Es folgte eine mehrjährige Regiepause.
Erst im Jahr 1983 meldete er sich mit Ein mörderischer Sommer als Regisseur zurück. Der Film über eine junge Frau, gespielt von Isabelle Adjani, die sich an den Vergewaltigern ihrer Mutter rächen will, lief im selben Jahr im Wettbewerb um die Goldene Palme bei den 36. Internationalen Filmfestspielen von Cannes und erhielt insgesamt neun César-Nominierungen, die das Filmdrama in vier Preise umsetzen konnte. Zwölf Jahre später folgte das Vater-und-Tochter-Drama Elisa mit Gérard Depardieu und Vanessa Paradis in den Hauptrollen. Danach inszenierte er Ein Sommer auf dem Lande (1999), eine Tragikomödie über das französische Landleben, Un crime au paradis (2001) und Effroyables jardins (2003). Mit Das Labyrinth der Wörter (2010) verfilmte er einen Roman von Marie-Sabine Roger.
Becker ist mit Yvonne Jacqueline Louise Dorot verheiratet und hat einen Sohn, Louis Becker, der als Filmproduzent arbeitet.

## Filmografie (Auswahl)
- 1961: Sie nannten ihn Rocca (Un nommé La Rocca)
- 1964: Der Boss hat sich was ausgedacht (Échappement libre)
- 1965: Pas de caviar pour tante Olga
- 1965–1971: Eine französische Ehe (Les Saintes chéries) (TV-Serie, 32 Folgen)
- 1966: Geliebter Schuft (Tendre voyou)
- 1983: Ein mörderischer Sommer (L’Été meurtrier)
- 1991: Amnesty International – Schreiben gegen das Vergessen (Contre l’oubli, Segment Pour Joaquim Elema Boringue, Guinée équatoriale)
- 1995: Elisa
- 1999: Ein Sommer auf dem Lande (Les Enfants du marais)
- 2001: Un crime au paradis
- 2003: Effroyables jardins
- 2007: Dialog mit meinem Gärtner (Dialogue avec mon jardinier)
- 2008: Tage oder Stunden (Deux jours à tuer)
- 2010: Das Labyrinth der Wörter (La Tête en friche)
- 2012: Bienvenue parmi nous
- 2014: Bon rétablissement!
- 2018: Le Collier rouge
- 2022: Les Volets verts

## Auszeichnungen
Ehrungen
- 2009: Kommandeur des Ordre des Arts et des Lettres[3]
- 2015: Offizier der Ehrenlegion[4]

César
- 1984: Nominierungen in den Kategorien Bester Film und Beste Regie für Ein mörderischer Sommer
- 1986: Bester Werbefilm für Le Clémenceau (Citroën Visa GTI)
- 2000: Nominierung in der Kategorie Beste Regie für Ein Sommer auf dem Lande
- 2009: Nominierung in der Kategorie Bestes adaptiertes Drehbuch für Tage oder Stunden

Weitere
- 1983: Nominierung für die Goldene Palme bei den Internationalen Filmfestspielen von Cannes für Ein mörderischer Sommer
- 1999: Preis beim Sitges Film Festival für Ein Sommer auf dem Lande
- 2007: Nominierung für den Kristallglobus beim Internationalen Filmfestival Karlovy Vary für Das Labyrinth der Wörter
- 2008: Publikumspreis des Turia in der Kategorie Bester ausländischer Film für Dialog mit meinem Gärtner
- 2009: Nominierung für den Globe de Cristal in der Kategorie Bester Film für Tage oder Stunden